# Marušići (Buje)
Marušići je naselje u Republici Hrvatskoj, u sastavu Grada Buja, Istarska županija. 

## Stanovništvo
Prema popisu stanovništva iz 2001. godine, naselje je imalo 179 stanovnika te 63 obiteljskih kućanstava.
Prema popisu stanovništva iz 2011. godine, naselje je imalo 167 stanovnika.
| broj stanovnika | 256   | 271   | 294   | 349   | 353   | 379   | 403   | 401   | 493   | 370   | 334   | 157   | 153   | 164   | 179   | 167   | 147   |
|                 | 1857. | 1869. | 1880. | 1890. | 1900. | 1910. | 1921. | 1931. | 1948. | 1953. | 1961. | 1971. | 1981. | 1991. | 2001. | 2011. | 2021. |

## Kultura
U Marušićima je 1980. osnovana Međunarodna škola skulpture "Kornarija", nazvana prema istoimenom kamenolomu. Ideja je potjekla od Tonija Biloslava, direktora Obalnih galerija Piran i realizirana je u suradnji s kulturnom organizacijom "Bratstvo" iz Marušića. U srpnju i kolovozu 1980., predvođeni svojim profesorom Franciscom Gazituaom, došli su prvi studenti iz londonske škole St. Martin's School of Art. Tijekom narednih pet godina ovi studenti dijelili su iskustva s ostalim studentima koji su dolazili iz Italije, Španjolske i bivše Jugoslavije. Za sedam godina rada škole sudjelovalo je preko 100 studenata iz 13 zemalja i ostavili su na desetine skulptura u "Parku skulptura" u Marušićima. Znameniti predavači u školi su bili: Francisco Gazitua (Čile), Janez Lenassi (Slovenija), Masayuki Nagase (Japan), Leonard Rachita (Rumunjska), Drago Tršar (Slovenija) i Carlos Lizariturry (Baskija).

## Poznate osobe
- Lino Šepić

## Galerija slika
- Marušići - park skulptura